# Freddy Balta

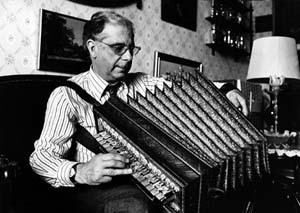
Freddy Balta, in 1976.

Ferdinand "Freddy" Balta (Parijs, 21 januari 1919 - 8 januari 2002) was een Franse accordeonist, componist, arrangeur en orkestleider. Balta begeleidde onder anderen Barbara, Guy Béart, Yves Montand en Mouloudji. 

## Discografie
- Chansons de Paris, Philips, 1968
- Freddy Balta avec M. Magne et son orchestre, Universal, 2009

- Biblioteca Nacional de España: XX1023550
- Bibliothèque nationale de France: cb13974117j (data)
- Gemeinsame Normdatei: 1253880824
- International Standard Name Identifier: 0000 0000 7140 1697
- Library of Congress Control Number: n85296612
- MusicBrainz: e412e3c4-bafd-42ff-b83a-5037c3f1e294
- Nationale Bibliotheek van Polen: a0000002850504
- Nederlandse Thesaurus van Auteursnamen: 073920711
- Istituto Centrale per il Catalogo Unico: RMRV188067
- Virtual International Authority File: 88087601
- WorldCat: E39PBJg4ppxhfhcDQPBRRjfcyd